# Garama

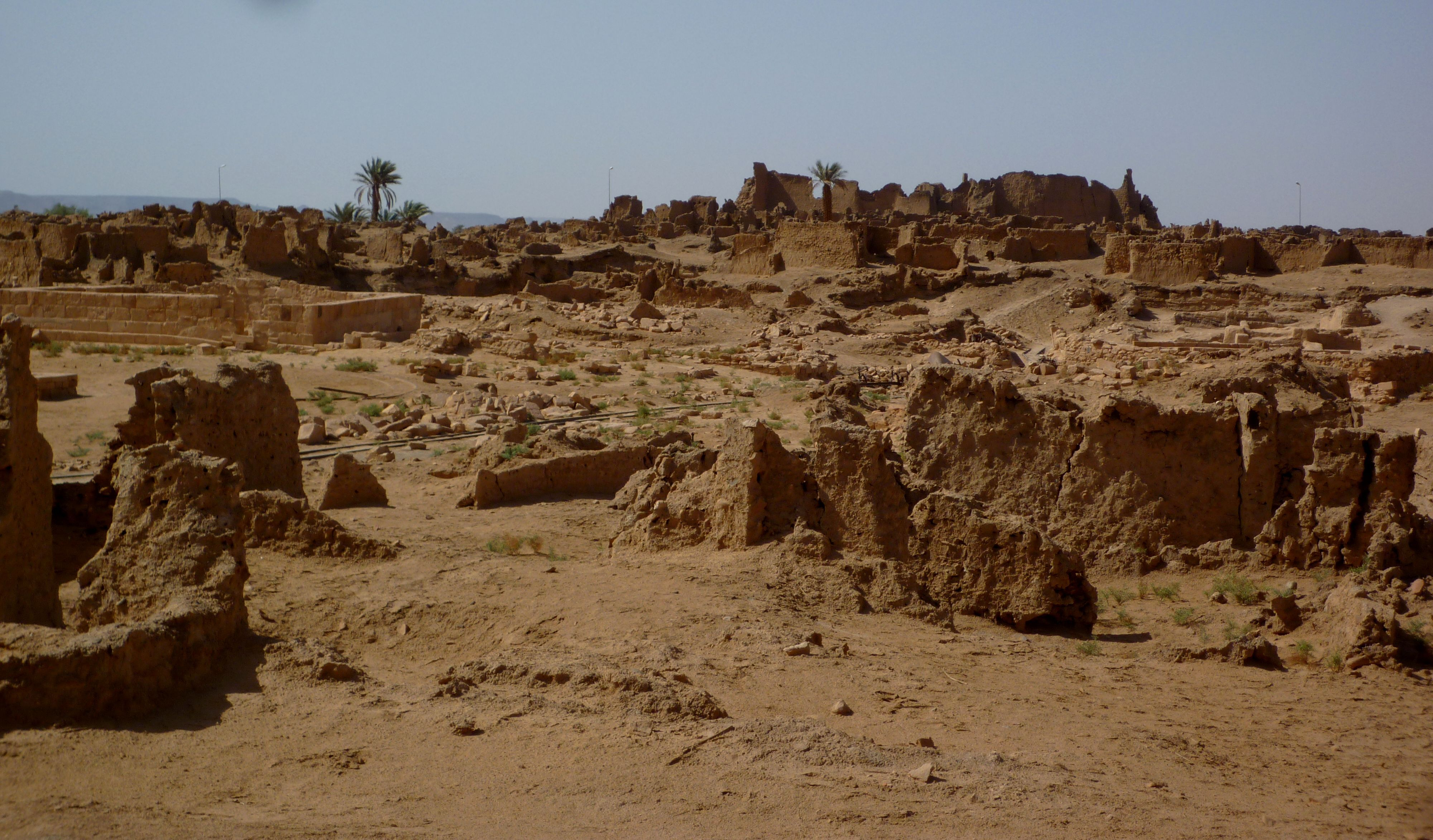
Die Ruinen der antiken Stadt

Garama (altgriechisch Γαράμη Garame, moderner Name Germa) ist eine antike Stadt in Libyen. Die Ruinen von Garama befinden sich in Süd-Libyen, im Wadi al-Haya, etwa 40 Kilometer östlich von Awbārī (Ubari) und 160 Kilometer südwestlich von Sabhā. Sie gilt als Zentrum des untergegangenen Garamantenreiches und als Namensgeber dieser Kultur.

## Geschichte

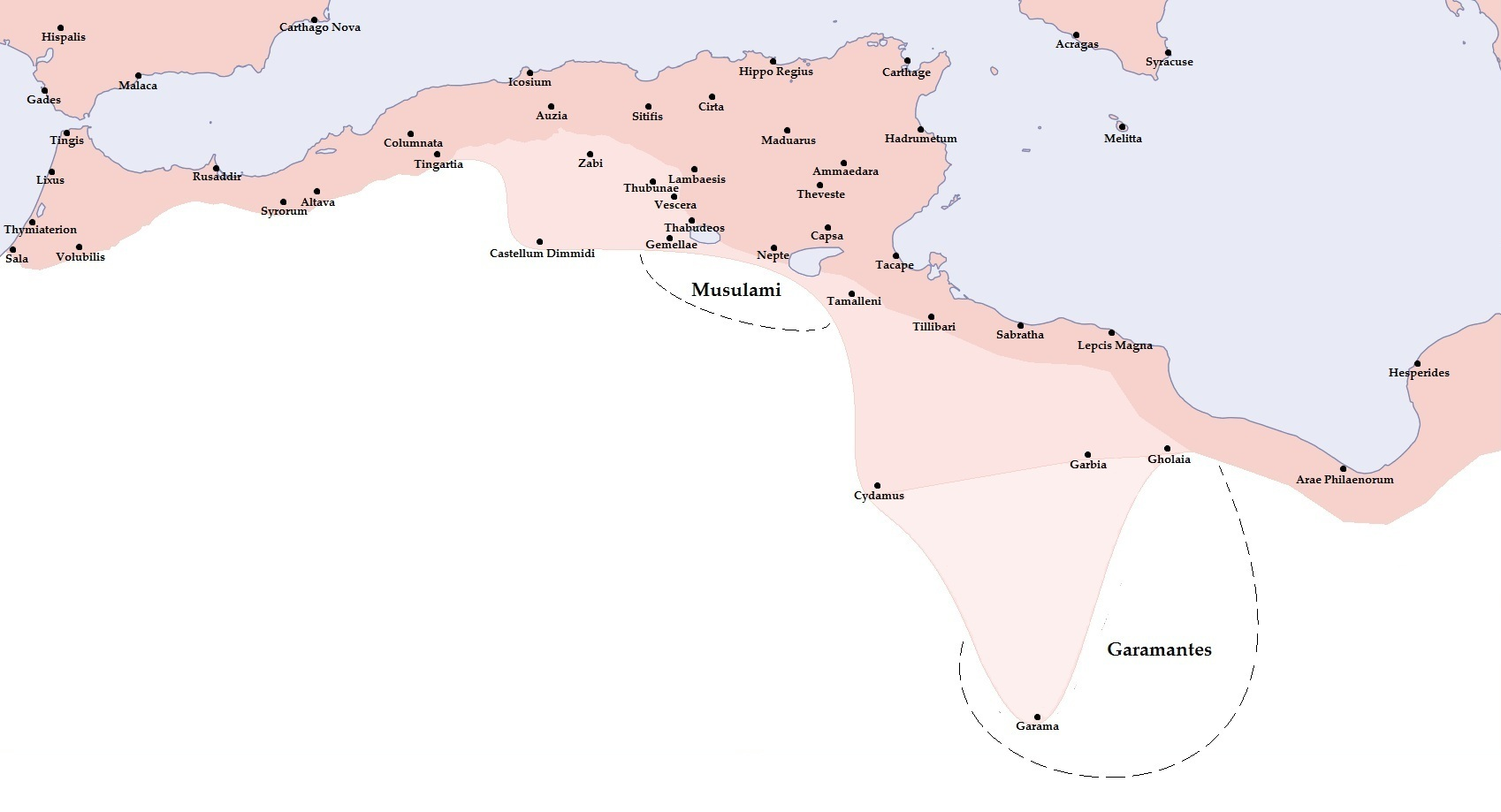
Die Feldzüge des römischen Senators Quintus Anicius Faustus in den Jahren 197 bis 202 n. Chr. erreichten Garama und führten für kurze Zeit zu einer Verschiebung des Limes Tripolitanus um bis zu 400 Kilometer nach Süden

Die ältesten Ruinen lassen auf eine Besiedlung schon ab etwa 5000 v. Chr. schließen. Es wurden drei wesentliche Bebauungsphasen ermittelt, die bis vier Meter unter den Horizont der letzten mittelalterlichen Besiedelung reichen.
Im 1. Jahrhundert v. Chr. kam es zu Kämpfen mit den Römern, welche unter Prokonsul Lucius Cornelius Balbus Minor in die Sahara vordrangen und dabei womöglich Garama zerstörten (20–19 v. Chr.). Letzteres wird allerdings inzwischen bezweifelt. Man geht vielmehr davon aus, dass Abkommen zwischen den Rivalen getroffen wurden. Mit ihren Feldzügen der Jahre 197 bis 203 erreichten die Römer Garama und eroberten es, ihre Präsenz dort dauerte aber nur wenige Jahre.
In der Mitte des 7. Jahrhunderts n. Chr. wurde der letzte Herrscher von Garama während der arabischen Invasion abgesetzt. Die Stadt wurde im Jahre 669 von Uqba ibn Nafi erobert.
Der Niedergang der Stadt wurde auch auf überhöhten Wasserverbrauch und daraus folgenden Wassermangel in Verbindung mit einer weiteren Klimaverschlechterung zurückgeführt.